# 米科拉·皮莫年科
米科拉·科爾尼洛維奇·皮莫年科（烏克蘭語：Микола Корнилович Пимоненко；1862年3月9日—1912年4月8日），乌克兰现实主义画家，生活和工作在基輔。卡濟米爾·馬列維奇是他的學生之一，其早期作品受到了皮莫年科的影响。